# Ōme (train)
L'Ōme (おうめ) est un train express existant au Japon et exploité par la compagnie JR East, qui relie la ville de Tokyo à celle d'Ōme. Son nom fait référence à la ville d'Ōme.

## Gares desservies
L'Ōme circule de la gare de Tokyo à la gare d'Ōme en empruntant la ligne principale Chūō et la ligne Ōme. Il ne circule qu'en semaine aux heures de pointe, vers Tokyo le matin et vers Ōme le soir.
| Nom des gares |
| ------------- |
| Tokyo         |
| Shinjuku      |
| Tachikawa     |
| Haijima       |
| Kabe          |
| Ōme           |

## Matériel roulant
Les services Ōme sont effectués par des rames série E353, remplaçant les rames E257 qui effectuaient alors les services Ōme Liner.

## Composition des rames
- Série E353 :

| N° de voiture | 4       | 5       | 6       | 7       | 8       | 9     | 10      | 11      | 12      |
| Classe        | Réservé | Réservé | Réservé | Réservé | Réservé | Green | Réservé | Réservé | Réservé |